# Kannonselkä
Kannonselkä är en sjö i Finland. Den ligger i kommunen Kannonkoski i landskapet Mellersta Finland, i den centrala delen av landet, 300 km norr om huvudstaden Helsingfors. Kannonselkä ligger 140,7 meter över havet. Den är 19,44 meter djup. Arean är 11,24 kvadratkilometer och strandlinjen är 49,41 kilometer lång. Sjön  ingår i Kymmene älvs huvudavrinningsområde. 